# Flik 69D
A Fliegerkompanie 69D vagy Divisions-Kompanie 69 (rövidítve Flik 69D, magyarul 69. felderítőszázad) az osztrák-magyar légierő egyik repülőszázada volt.

## Története
A századot az ausztriai Straßhofban állították fel és kiképzése után 1918. január 28-án irányították az olasz frontra, ahol Gaiarinében volt a bázisa. Még a tavasz folyamán átképezték csatarepülő- és oltalmazó (Schutzflieger- und Schlachtflieger-Kompanie 69, Flik 69S) feladatokra. 1918 nyarán az Isonzó-hadsereg kötelékében vett részt a sikertelen Piave-offenzívában.
A háború után a teljes osztrák légierővel együtt felszámolták.

## Századparancsnokok
- Ferdinecz László százados
- Belisar Suput főhadnagy

## Századjelzés
Az Isonzó-hadseregben elrendelték a repülőszázadok megkülönböztető jelzéseinek használatát: ennek alapján a Flik 69S repülőgépeinek keréktárcsáját teljes egészében feketére festették.  

## Alkalmazott repülőgéptípusok
- Hansa-Brandenburg C.I
- Albatros D.III